# Mr. Children
Pour les articles homonymes, voir Children (homonymie).
Mr. Children (ミスターチルドレン, Misutā Chirudoren), également typographié Mr.Children, communément désigné par leur surnom Misu-Chiru (ミスチル), est un groupe de pop rock japonais, originaire de Shibuya, Tokyo. Il est formé en 1989 par Kazutoshi Sakurai, Kenichi Tahara, Keisuke Nakagawa et Hideya Suzuki.
Ils font leurs grands débuts en 1992. En tant que groupe, ils sont l'un des groupes d'artistes les plus vendus au Japon et l'un des groupes d'artistes de rock japonais ayant le plus réussi, ayant vendu plus de 50 millions d'albums et créant le « phénomène Mis-Chil » (ミスチル現象) au milieu des années 1990 au Japon. Ils détiennent le record de ventes les plus élevées de la première semaine de lancement au Japon pendant 15 ans, avec 1,2 million d'exemplaires de leur 10e single Namonaki Uta (名もなき詩), ont 30 numéros un consécutifs dans les charts, remportent le Japan Record Award en 1994 pour Innocent World et en 2004 pour Sign. À partir de 2012, M. Children compte quinze albums studio et 34 singles physiques, ainsi que cinq compilations, un album live et quinze vidéoclips.
Mr. Children atteint la première position des charts Oricon seulement un jour après le début des ventes du DVD Mr.Children Dome Tour 2009 - Supermarket Fantasy-in Tokyo dome.

## Biographie

### 1987–1992
Les membres se rencontrent en 1987, lorsque Sakurai, Tahara et Nakagawa étaient au sein de The Walls,, qui était influencé par le groupe Echoes. Le frontman d'Echoes, Jinsei Tsuji, était activiste politique et, de ce fait, The Walls est devenu un groupe politique. Le batteur Hideya Suzuki n'est pas membre original de The Walls. Au départ du batteur, le groupe recrute Suzuki, qui était dans la même école que les autres membres. À la fin 1988, The Walls se sépare et les membres restants forment Mr. Children au début de 1989. Le nom de Mr. Children semblerait venir d'une conversation lors d'un diner, durant lequel le groupe pensait que le mot children (enfant) accrochait bien, mais du fait qu'ils n'étaient plus des enfants, ils décideront d'ajouter un Mr. devant le mot. Ils expliquent qu'à ce moment il s'agit d'un nouveau départ pour le groupe.
Après le changement de nom et de direction musicale, Mr. Children auditionne dans un club appelé La Mama ; il échoue la première fois, mais réussit la deuxième. Après avoir joué dans le club, ils décident de devenir des professionnels. Mr. Children envoie cinq cassettes démo ; aucune d'entre elles n'attire l'intérêt des labels, et le groupe se met en pause pendant trois mois en 1991. Hideya Suzuki deviendra réceptionniste dans un hôtel, et Kazutoshi Sakurai travaillera avec son père dans sa société de construction. À son retour, le groupe enregistre une cassette démo six pistes et attire l'attention de Toy's Factory. Le label signe le groupe et les fait jouer en ouverture pour Jun Sky Walkers. C'est aussi à cette période qu'ils rencontrent leur ami de longue date et producteur Takeshi Kobayashi. Kobayashi était déjà connu dans l'industrie musicale locale comme compositeur pour Keisuke Kuwata des Southern All Stars et Kyōko Koizumi.

### 1992–1994
Le 10 mai 1992, le premier album de Mr. Children, Everything, est publié, puis le groupe se met encore en pause. Trois mois plus tard sort leur premier single, Kimi ga Ita Natsu (君がいた夏) le 21 août 1992. Après la sortie du single, le groupe entreprend deux tournées en soutien à l'album, entre le 23 septembre 1992 et le 5 novembre de la même année, sous les noms de  '92 Everything Tour (10 dates) et  '92 Your Everything Tour (12 dates). Dans sa lancée, le groupe publie un deuxième album, Kind of Love, et un deuxième single Dakishimetai (抱きしめたい) le 1er décembre 1992. Dakishimeta devient par la suite le générique du drama japonais Pure (ピュア). Peu après, ils entreprennent une autre tournée baptisée  '92–93 Kind of Love Tour entre le 7 décembre 1992 et le 25 janvier 1993.
En 1993, après la tournée, le groupe entreprend l'enregistrement d'un troisième album. Le premier single de l'année à être publié est Replay le 1er juillet 1993, qui est utilisé dans les publicités Guriko Pokkii (グリコポッキー). Le 9 septembre 1993, leur troisième album, Versus, est publié, mais ne parvient pas à faire entrer le groupe sur le devant de la scène. Ils continuent les tournées avec The '93 Versus Tour entre le 23 septembre et le 5 novembre, qui comprend neuf performances. Peu après, le groupe sort le morceau Cross Road le 10 novembre 1993, utilisé dans le drama japonais Dousoukai (同窓会). Le single devient plus tard un hit avec 22 semaines dans les charts et 11 millions d'exemplaires vendus. Sakurai révèle ne pas apprécier ces morceaux à l'époque. Pour lui : « Je pensais que je devais être comme ma star pop de Mr. Children. C'est pour quoi j'ai tout donné pour incarner ce rôle. »
Le 14e juin 1994, un nouveau single intitulé Innocent World est publié, et sert pour les publicités de la boisson Aquaerius Ioshisu (アクエリアス イオシス).Le single solidifie la popularité du groupe en matière de ventes, avec 1 935 830 exemplaires et une première place dans l'Oricon. Plus tard, ils commencent à enregistrer leur quatrième album, Atomic Heart. L'album est publié le 1er septembre 1994 et devient le mieux vendu du groupe en date. De par son succès, et de celui du single Innocent World, le groupe commence à engendrer le « phénomène Mis-chil » (ミスチル現象) au Japon.
Le groupe permet à Takeshi Kobayashi de produire deux nouvelles tournées. La première tournée, nommée d'après le single Innocent World se passe entre le 18 septembre et le 18 décembre. Le groupe publie un sixième single, Tomorrow Never Knows, le 10 novembre 1994, qui devient le générique du drama japonais Wakamono no Subete (若者のすべて). Le morceau est écrit par le groupe pendant la tournée et plus tard voté en 2006 comme numéro un des fans sur Music Station and is currently the third highest selling drama tie-in single in Japan. Le single qui suit, Everybody Goes (everybody goes -秩序のない現代にドロップキック-) est publié le 12 décembre 1994, et devait être à l'origine la face B de Tomorrow Never Knows. À la fin de l'année, Innocent World remporte le prix du « morceau de l'année » à la 36e édition des Japan Record Awards.

### 1995–1997
En 1995, la seconde moitié de la tournée Atomic Heart débute, du 1er janvier au 2 février. Mr. Children s'implique aussi dans les œuvres caritatives, jouant sur un morceau de Keisuke Kuwata de Southern All Stars. Ce morceau, Kiseki no hoshi (奇跡の地球), devient le thème de la campagne Act Against AIDS. En soutie nau single et à la campagne, ils tournent entre le 18 avril et le 14 mai, au Live UFO '95 Rock Opera Acoustic Revolution with Orchestra Kiseki no hoshi, tournée durant laquelle le groupe joue avec The Rolling Stones et Bob Dylan. Pendant la tournée, un documentaire/film concert est filmé et publié sous le titre Es ~Mr. Children in Film~ le 6 juin 1995, précédé par le huitième single du groupe, Es (Theme of Es) le 10 mai, pour promouvoir le film. Deux mois plus tard, ils entreprennent une autre tournée intitulée -Hounen Mansaku- Natsu matsuri tour Sora [ku:] (-Hounen Mansaku- 夏祭り1995 空[ku:]) entre le 16 juillet et le 10 septembre, durant laquelle leur neuvième single, See-Saw Game (Yūkan na Koi no Uta) (シーソーゲーム 〜勇敢な恋の歌〜) est publié (le 10 août).
Le 6 février 1996, Mr. Children sort son dixième single, Namonaki Uta (名もなき詩), en soutien au drama japonais Pure (ピュア) et aussi pour les publicités Elleair (エリエール) de Daio Paper. Le single devient le plus vendu de tous les temps au Japon (un record brisé par la suite par le groupe d'idol AKB48). Le succès du single surprendra Sakurai, qui admettra avoir passé un peu de temps à son écriture. Deux mois plus tard, le 5 avril 1996, leur onzième single, Hana (Mémento Mori) (花 -Mémento-Mori-) est publié, et suit d'un cinquième album, Shinka (深海), le 24 juin et d'un douzième single, Machine Gun o Buppanase (Mr. Children Bootleg) (マシンガンをぶっ放せ -Mr.Children Bootleg-), le 8 août.
Leur treizième single, Everything (It's You), est publié le 5 février 1997, dont le morceau-titre sert de générique au drama japonais Koi no Bakansu (恋のバカンス). Un mois plus tard, le 5 mars, Bolero, le sixième album de Mr. Children, est publié. Puis des rumeurs concernant une séparation font surface. À ce propos, Sakurai répond que « le groupe se séparera uniquement quand il n'y aura plus de talent à revendre et qu'il y aura des problèmes entre les membres. » Mais le groupe décide de se mettre en pause.

### 1998–2000
Le 11 février 1998, ils sortent leur 14e single Nishi e Higashi e (ニシエヒガシエ), générique du drama japonais Kira kira Hikaru (きらきらひかる). Le groupe est toujours en pause à cette période et ne produit aucune tournée en soutien au single. Finalement, le 21 octobre 1998, Mr. Children se reforme et publie un 15e single, Owarinaki Tabi (終わりなき旅) pour le drama Naguru Onna (殴る女). Le morceau reste populaire, l'Oricon citant les paroles personnelles,.
Le 13 janvier 1999, Hikari no Sasu Hou E (光の射す方へ), leur 16e single, est publié, suivi par un septième album, Discovery, le 3 février 1999. Sakurai compare son approche à l'écriture au surf : « Il y a moins de prendre les vagues, pas seulement les grosses, mais aussi les petites. Il suffit d'observer pour les prendre. C'est pareil que composer. » Onze jours plus tard, ils entreprennent la tournée Discovery Tour '99, entre le 14 février et le 12 juin. Pendant cette tournée, Mr. Children sort son 17e single, I'll Be, le 12 mai, utilisé pour les publicités Shiseido's (資生堂) Sea Breeze. Le single n'est pas un succès, et devient le moins bien vendu pour Mr. Children depuis Cross Road. Lors du Discovery Tour '99, l'idée d'un album live est mise en avant. Il est publié à 500 000 exemplaires en 1999 et intitulé 1/42. La plupart des morceaux sont publiés le 16 juillet 1999 à l'arène Makomanai,.
Au début du millénaire, Kuchibue (口笛), publié le 13 janvier 2000, devient leur 18e single. Alors que I'll Be n'atteint pas le succès, Kuchibue devient un hit vendu à 724 070 exemplaires. Le 9 août 2000, leur 19e single, Not Found, devient aussi le générique du drama Bus Stop (バスストップ), suivi un mois plus tard par le neuvième album, Q, le 27 septembre 2000. Le groupe était parti pour New York enregistrer l'album, et pour la première fois, Takeshi Kobayashi joue sur les enregistrements. La couverture de l'album est prise par Size, Inc. au Bonneville Salt Flats. L'album est préféré parmi les fans et devient leur premier album depuis Atomic Heart à se vendre à moins d'un million d'exemplaires. Le Concert tour Q commence dans 13 villes et avec 35 concerts entre le 15 octobre 2000 et le 24 février 2001.

### 2001–2003
En 2001, Mr. Children continue sa tournée Q, suivi par deux best of. Intitulés Mr. Children 1992–1995 et Mr. Children 1996–2000, ils sont oubliés le 11 juillet  2001. Ces albums se vendent au total à 4 034 785 exemplaires. Dans une interview faite à MTV Japan, Sakurai explique que ces best of n'étaient pas prévus. À cette période, le groupe a déjà fini son nouvel album. Quatre jours après la sortie de l'album, le groupe lance la tournée popsaurus, visitant 10 villes et jouant 15 concerts entre le 15 juillet 2001 et le 25 septembre 2001. Après un mois de tournée, le groupe sort son 20e single Yasashii uta (優しい歌) et fait la promotion de la boisson Asahi inryo Wonda (アサヒ飲料 Wonda). Deux mois plus tard, le popsaurus s'achève et Youthful Days est publié le 7 novembre 2001 ; il s'agit du 21e single et générique du drama  japonais Antique ~seiyou kottou yougashiten~ (アンティーク 〜西洋骨董洋菓子店〜).
Mr. Children publie son 22e single Kimi ga Suki (君が好き) le 1er janvier 2002, qui est utilisé pour le drama japonais Antique ~seiyou kottou yougashiten~ (アンティーク 〜西洋骨董洋菓子店〜). Quatre mois plus tard sort leur dixième album, It's a Wonderful World, le 10 mai. Une nouvelle tournée, Mr. Children Tour 2002 Dear Wonderful World, est planifiée pour le début de l'année. Le single qui précède, I'll Be de l'album Discovery, devient le thème de la Coupe du monde de football de 2002, organisée au Japon, et en Corée du Sud. Le 24 mai 2002, Mr. Children joue à son premier MTV Video Music Awards Japan et termine « vidéo de l'année » pour le morceau Kimi ga suki. Deux mois plus tard, Mr.Children sort son 23e single, Any le 11 juillet 2002 utilisé pour la promotion du Group 10th Anniversary de NTT DoCoMo's (NTTドコモ). Alors que le groupe se prépare à soutenir son nouveau single, le chanteur Sakurai est hospitalisé le 22 juillet 2002,. La tournée 2002 Mr. Children Tour 2002 Dear Wonderful World est annulée et l'activité du groupe est mise en suspens. Pendant sa convalescence, Sakurai écrit le morceau Hero, inspiré de son hospitalisation. Il s'agit du 24e single publié le 11 décembre 2002 et utilisé pour le Group 10th Anniversary de NTT DoCoMo's (NTTドコモ). La première version pressée du single comprend un DVD du Mr. Children 2002 documentary -Hero-. Le 15 novembre 2002, Mr. Children annonce sur son site web son retour sur scène avec une nuit de live, le 21 décembre 2002, enregistrée et publiée sous format DVD intitulé Wonderful World on Dec. 21.
Le groupe reste silencieux pendant l'année 2003. Sakurai aide à lancer Artists' Power Bank (AP Bank), une institution écologique à but non-licratif en juin.

### 2004–2006
En 2004, Sakurai lance un projet baptisé Bank Band, qui est un spin-off d'AP Bank. Sous Bank Band, Sakurai publie un premier album, Soushi Souai (沿志奏逢), qui comprend deux reprises de Mr. Children, Hero et Yasashii Uta. Mr. Children publie son onzième album le 4 avril 2004, Shifuku no Oto (シフクノオト), qui comprend un DVD documentaire. En soutien à l'album, Mr. Children utilise le morceau Tagatame (タガタメ) pour les publicités Nissin Cup Noodle – No Border. Le mois suivant, le groupe publie son 26e single, Sign le 26 mai, utilisé pour le drama Orange Days puis remporte le prix de « morceau de l'année » à la 46e édition du Japan Record Awards.
L'année 2005 assiste à l'enregistre d'un album. Comme groupe solo, Kazutoshi Sakurai apparait dans Golden Circle vol.7 le 28 février 2005. Finalement, le 29 juin 2005, le groupe sort son 27e single Yojiken Four Dimensions (四次元 Four Dimensions). Le single est un succès vendu à 569 000 exemplaires la première semaines, pour terminer avec 925 632 exemplaires vendus au total. le morceau Mirai (未来) fait la promotion de 'Pocari Sweat', and I love you celle des Nissin Cup Noodle – NO Border, Running High (ランニングハイ) devient le générique du film Fly Daddy Fly, et Yooidon (ヨーイドン) devient la chanson promotionnelle du programme éducatif Kodomo bangumi Ponkikkiizu, Gachagachapon, diffusé sur Fuji TV. Bien que publié comme single, il est classé comme album par la Recording Industry Association of Japan. Un mois plus tard, le groupe participe au festival de Kazutoshi Sakurai, ap bank fes’ 05 en juillet, puis au Setstock '05' au parc Kokuei bihoku kyuuryoule 23 juillet 2005 et au Higher Ground 2005 au club Umi no nakamachi kaihinkouen le 30 juillet 2005. Trois mois plus tard, le 21 septembre 2005, I Love U (I♥U), leur douzième album, est publié. Puis la tournée Dome Tour 2005 'I Love U' débute entre le 12 novembre 2005 et le 27 décembre 2005. La tournée se termine au Tokyo Come devant 45 000 spectateurs, pour un total de 390 000 spectateurs. À la fin de l'année, le groupe passe les 45 millions d'albums vendus.
Leur premier single pour 2006 est Houkiboshi (箒星) (le 28e du groupe), publié le 5 juillet 2006, utilisé pour les publicités Tobira wo akeyou de Toyota e pour la Coupe du monde de la FIFA 2006 diffusée sur NTV. Impliqué dans l'ap bank fes. '06, il n'y aura aucune promotion magazine ou radio, et seules trois performances sont jouées en soutien au single. Cependant, la promotion s'avère être un succès et Houkiboshi est élu troisième chanson commerciale préférée en 2006 et chanson hivernale la plus écoutée en été. Dix jours après la sortie de Houkiboshi, Mr. Children participe au festival ap bank fes '06, où il joue Hero, Strange Chameleon, Owarinaki tabi, et Houkiboshi. Un mois plus tard, Mr. Children est invité spécial pour le festival Mujintou 2006 et joue Mirai, Innocent World, Hokorobi, Sign, Owarinaki tabi, Worlds End, et Houkiboshi. Peu après, Mr. Children annonce une tournée conjointe avec le groupe japonais The Pillows, sous le nom de tournée Mr. Children and the pillows new big bang tour ~This is Hybrid Innocent~. La tournée débute le 26 septembre 2006 au 11 octobre 2006. Le 15 novembre 2006, le groupe publie son 29e single Shirushi (しるし), utilisé comme générique pour Jyūyonsai no Haha (14才の母), par NTV, un drama controversé sur les adolescentes enceintes. Kazutoshi Sakurai a écrit la chanson dès février 2006 et l'a terminé en mars 2006 puis tourné le clip promotionnel en septembre 2006. L'une des faces B du single est un réenregistrement du morceau Kurumi (2003) de Mr. Children, qui est utilisé pour le générique de Koufuku na Shokutaku (幸福な食卓).

### 2007
Le 24 janvier 2007, le groupe sort son 30e single, Fake (フェイク), utilisé comme générique pour le film Dororo (どろろ), et, bien qu'étant un single publié en édition limitée, amène au groupe son 26e single classé premier des charts. Peu après sort leur treizième album, Home, le 14 mars, lui aussi classé premier. Il est le premier album japonais en 2007 à se vendre à un million d'exemplaires,.
L'album reflète une touche plus personnelle de la part du groupe, avec Motto (もっと) qui parle des attentats du 11 septembre 2001 perpétrés à New York, et Anmari oboetenai ya (あんまり覚えてないや), qui s'inspire du père malade de Kazutoshi Sakurai. Le titre de l'album, Home, devait à l'origine être Home Made ou Home Ground, car le groupe souhaitait le faire lui-même chez lui. Cependant, ils choisissent le titre simplifié Home, pensant qu'en ajoutant un autre mot limiterait l'image que se fait l'auditeur de l'album. Trois jours après la sortie de Home, Mr. Children remporte les prix de « meilleure vidéo » et « meilleur groupe vidéo » pour le single Shirushi au Space Shower Music Video Awards 2007.

### Depuis 2008
Au début de 2008, Sakurai sort un album et DVD pour son projet solo Bank Band, suivi un mois après par l'annonce d'un nouveau morceau, Shounen (少年), utilisé dans le drama japonais Battery (バッテリー). L'ap bank annonce la venue de Mr. Children pendant trois jours à son édition 2008. Le deuxième single de l'année, Hanabi, est publié le 3 septembre 2008, et utilisé pour le drama Code Blue. Le single Hanabi atteint le top de l'Oricon pendant deux semaines. Mais le single qui suit, Hana no Nioi (花の匂い) devient leur tout premier single téléchargeable sur Internet. Leur album Supermarket Fantasy est publié le 10 décembre 2008. Supermarket Fantasy se vend à près de 708 000 exemplaires la première semaines.
Le 20 octobre 2009, Mr. Children annonce la production du thème Fanfare pour le film One Piece: Strong World. Fanfare est publié comme moitié de sonnerie de téléphone (Chaku Uta) le 16 novembre, et comme sonnerie complète (Chaku Uta Full) le 2 décembre 2009. Le morceau débute premier du RIAJ Digital Track Chart.
Le 10 mai 2010, Mr. Children publie le DVD Mr. Children Dome Tour 2009 Supermarket Fantasy in Tokyo Dome, qui ne se vend qu'à 49 000exemplaires le jour de son lancement officiel, mais qui atteint la première place des charts DVD japonais,. Le 4 avril 2011, Mr. Children sort le single téléchargeable Kazoe Uta pour collecter des fonds afin d'aider les victimes du séisme de Tōhoku. Le 18 avril 2012, Mr. Children sort le single triple face A intitulé Inori ~Namida no Kidou/End of the Day/pieces, leur premier en trois ans et sept mois. À la fin de l'année, leurs albums Mr. Children 2005–2010 ＜macro＞ et Mr. Children 2001–2005 ＜micro＞ atteignent la deuxième place des charts.
Le 19 novembre 2014, Mr. Children sort le single CD Ashioto ~Be Strong.

## Fanclub
Le fan club officiel de Mr. Children s'appelle Father & Mother (Père & Mère), le titre étant dérivé de leur nom signifiant M. Enfant, en français. Le fanclub, qui a été fondé en 1994, a été tenu relativement secret au début, le groupe n'en ayant jamais fait mention sur leur site officiel. En 2006, à l'occasion de la sortie du 29e single du groupe, Shirushi (しるし, litt. « Preuve »), le site officiel a été remanié et des informations sur le fanclub y ont finalement été ajoutées. Les conditions d'inscription au fanclub n'ont néanmoins pas changé et il ne peut être rejoint que moyennant courrier et droit d'entrée de 3 500 yens (envrion 30€). La demande d'adhésion est à renouveler tous les ans.

## Membres
Membres actuels
- Kazutoshi Sakurai – Chant, guitare électrique, principal parolier
- Kenichi Tahara – Guitare, chœur
- Keisuke Nakagawa – Basse, chœur
- Hideya Suzuki – Batterie, chœur, leader du groupe

Membres occasionnels
- Takeshi Kobayashi - Clavier, producteur musical
- Naoto Inti Raymi - Guitare, chœur
- Takashi Sunny Katsuya - Clavier, chœur
- Shuji Kouguchi - Guitare, harmonica

## Discographie

### Albums studio
- 1992 : Everything
- 1992 : Kind of Love
- 1993 : Versus
- 1994 : Atomic Heart
- 1996 : Shinkai (深海?, litt. « Haute Mer »)
- 1997 : Bolero
- 1999 : Discovery
- 1999 : 1/42
- 2000 : Q
- 2002 : It's a Wonderful World
- 2004 : Shifuku no Oto (シフクノオト?)
- 2005 : I Love U (I♥U)
- 2007 : Home
- 2008 : Supermarket Fantasy
- 2010 : Sense
- 2012 : ［(an imitation) blood orange］
- 2015 : Reflection｛Naked}

### Compilations
- 2001 : Mr. Children 1992-1995
- 2001 : Mr. Children 1996-2000
- 2007 : B-Side
- 2012 : Mr.Children 2001-2005 <micro>
- 2012 : Mr.Children 2005-2010 <macro>

### Albums Live
- 1999 : 1/42

### Singles
- 1992 : Kimi ga Ita Natsu (君がいた夏?, litt. « L'été Où Tu Etais Là ») -
- 1992 : Dakishimetai (抱きしめたい?, litt. « Je Veux Te Serrer Entre Mes Bras »)
- 1993 : Replay
- 1993 : Cross Road (« Carrefour »)
- 1994 : Innocent World (« Monde Innocent »)
- 1994 : Everybody Goes - Chitsujo no Nai Gendai ni Drop-Kick (everybody goes -秩序のない現代にドロップキック?, litt. « Drop Kick dans l'Ere Sans Ordre »)
- 1995 : 【ES】~Theme of Es~ (« Thème d'Es »)
- 1995 : See-Saw Game ~ Yūkan na Koi no Uta (シーソーゲーム～勇敢な恋の歌～?, litt. « Jeu de Bascule ~ Une chanson d'amour courageuse »)
- 1996 : Na mo Naki Uta (名もなき詩?, litt. « Poème Sans Nom »)
- 1996 : Hana - Mémento Mori (花 - Mémento-Mori?, litt. « Fleur - un Rappel de la Mort »)
- 1996 : Machine Gun o Buppanase - Mr. Children Bootleg (マシンガンをぶっ放せ -Mr.Children Bootleg?, litt. « Tir de Mitrailleuse »)
- 1997 : Everything (It´s You) (« Tout (C'est Toi) »)
- 1998 : Nishi he Higashi he (ニシへヒガリへ?, litt. « Vers l'Est, Vers l'Ouest »)
- 1998 : Owari Naki Tabi (終わりなき旅?, litt. « Voyage Sans Fin »)
- 1999 : Hikari no Sasu Hou he (光の刺す方へ?, litt. « Là Où La Lumière Pointe »)
- 1999 : I'll Be (« Je Serai »)
- 2000 : Kuchibue (口笛?, litt. « Sifflement »)
- 2000 : Not Found (« Pas Trouvé »)
- 2001 : Yasashii Uta (優しい歌?, litt. « une Chanson Douce »)
- 2001 : Youthful Days (« Journées de Jeunesse »)
- 2002 : Kimi ga Suki (君が好き?, litt. « Je t'aime »)
- 2002 : Any (« Aucun »)
- 2002 : Hero (« Héros »)
- 2003 : Tenohira / Kurumi (掌／くるみ?, litt. « Paume / Noix »)
- 2004 : Sign (« Signe »)
- 2005 : Yonjigen: Four Dimensions (四次元 - Four Dimensions?, litt. « Quatre Dimensions - Four Dimensions »)
- 2006 : Houkiboshi (箒星?, litt. « Comète »)
- 2006 : Shirushi (しるし?, litt. « Preuve »)
- 2007 : Fake (フェイク?, litt. « Faux »)
- 2007 : Tabidachi no Uta (旅立ちの唄?, litt. « une Chanson pour le Voyage »)
- 2008 : Gift (« Présent »)
- 2008 : Hanabi (花火?, litt. « Feu d'Artifice »)
- 2012 : Inori ~ Namida no Kidou / End of the Day / Pieces (祈り〜涙の起動 / End of the Day / Pieces?, litt. « Prière ~ Les Larmes de l'Orbite / Fin de la Journée / Pièces »)
- 2014 : Ashioto - Be Strong (足音 - Be Strong?, litt. « Bruit de Pas - Soit Fort »)
- 2020 : Birthday / Kimi no Kasaneta Monologue (Birthday/君と重ねたモノローグ?, litt. « Un Monologue avec Toi »)

## Livres

### Livres Officiels
- (es) Mr.Children in 370 DAYS, 1995  (ISBN 4-04-852567-0)
- (en) Mr.Children Everything 天才・桜井和寿 終わりなき音の冒険  (Mr.Children Everything -Tensai Sakurai Kazutoshi owarinaki oto no bouken-), 1996  (ISBN 4-87233-308-X)
- (en) Mr.Children詩集「優しい歌」 (Mr.Children song collection -Yasashii Uta-), 2001  (ISBN 4-265-80100-5)